# ラジオガンガン
ラジオガンガンは文化放送及びABCラジオで放送された、エニックス（現スクウェア・エニックス）の漫画雑誌『月刊少年ガンガン』提供のラジオ番組である。放送期間は1996年4月から9月。同誌の漫画家が出演するコーナーや、関連するラジオドラマなどが放送され、8月31日にはとしまえんで少年ガンガン連載陣を迎えた公開録音イベント「ガンガン夏祭りinとしまえん」も行われた。パーソナリティは緒方賢一と草地章江であった。

## ラジオドラマ
- TWIN SIGNAL
- 浪漫倶楽部